# Charles Christian Lauritsen
Charles Christian Lauritsen (Holstebro, 4 aprile 1892 – 13 aprile 1968) è stato un fisico danese naturalizzato statunitense.

## Biografia
Nel 1916 emigrò negli Stati Uniti insieme a sua moglie Sigrid Henriksen e a suo figlio Tommy, dapprima in Florida e poi a Boston dove lavorò come disegnatore. Dal 1921 lavorò a Palo Alto nel campo delle comunicazioni radio tra navi e stazioni costiere, interessandosi alla progettazione di ricevitori radio tanto che per alcuni mesi nel 1922 intraprese un'attività imprenditoriale nel campo della costruzione di radio. Nel 1923 si trasferì a St.Louis dove fu ingegnere capo presso un'azienda produttrice di radio per il pubblico. Nel 1926 dopo aver assistito a una conferenza tenuta da Robert Andrews Millikan fu invitato dallo stesso Millikan, in una conversazione informale, a visitare il California Institute of Technology (Caltech). Si trasferì, quindi, con la famiglia a Pasadena dove studiò fisica presso quella Università. Nel 1929 ricevette il Ph.D. in fisica e nel 1930 fu assunto dal dipartimento di fisica del Caltech dove rimase, seguendo una carriera universitaria, fino al pensionamento nel 1962.

## Carriera ed opere
Nel 1928, insieme a Ralph D. Bennett sviluppò tubi a raggi-X ad elevatissima tensione. Questi dispositivi furono utilizzati per la terapia radiante del cancro presso il Kellog Radiation Laboratory, dove lavorò anche la moglie dopo aver ottenuto la laurea in medicina presso la University of Southern California. Nel 1932 convertì uno dei suoi tubi a raggi-X in un acceleratore di protoni e ioni di elio per studiare le reazioni nucleari. Nel 1934, insieme a Horace Richard Crane, ottenne neutroni a partire da un campione di deuterio. Effettuò misure della radiazione prodotta dall'annichilazione elettrone-positrone. Una delle sue più importanti scoperte fu quella di mostrare come un protone potesse essere catturato dal nucleo di un atomo di carbonio rilasciando raggi gamma, fenomeno che fu alla base dello studio dei processi nucleari all'interno delle stelle con produzione di nuovi elementi chimici più pesanti. Nel 1937 inventò un rivelatore di radiazioni ionizzanti a fibre di quarzo che ebbe largo uso come dosimetro tascabile per radiazioni ionizzanti. Nel 1940 incominciò ad interessarsi alla progettazione di armamenti. All'inizio si occupò dello sviluppo di spolette di prossimità ma poi, per tutta la durata della seconda guerra mondiale, sempre al Caltech, si dedicò alla progettazione e allo sviluppo di razzi soprattutto per la Marina statunitense. Negli ultimi mesi di guerra contribuì a realizzare la bomba atomica ed altri ordigni bellici e a pianificarne l'uso. Continuò ad occuparsi di armamenti anche dopo la fine della II guerra mondiale.

## Onorificenze
- Membro della Regia accademia danese di scienze e lettere dal 1939
- Presidente della American Physical Society - 1951
- Commendatore dell'Ordine del Dannebrog conferito dal Re di Danimarca nel 1953

A Charles Christian Lauritsen la UAI ha intitolato il cratere lunare Lauritsen.